# Charles-René-Léonidas d’Irumberry de Salaberry
Charles-René-Léonidas d’Irumberry de Salaberry (ur. 27 sierpnia 1820, zm. 25 marca 1882) – oficer i administrator kanadyjski.
De Salaberry pracował dla rządu Kanady jako oficer milicji kolonialnej, jednocześnie sprawując szereg funkcji administracyjnych. Był między innymi odpowiedzialny za wyznaczenie szlaku z North Bay do kolonii nad rzeką Red River. Dobrze znany w tej kolonii, został wraz z ojcem, Jean-Baptiste Thibault, poproszony o prowadzenie negocjacji z Metysami w czasie tzw. rebelii nad Red River. Misja negocjacyjna nie powiodła się. Udział jego w rozwiązaniu napiętej sytuacji na tym się nie zakończył. W marcu 1870 de Salaberry dowodził oddziałem milicji eskortującym delegata zbuntowanej kolonii, Noel-Josepha Richota, na negocjacje do Ottawy. Miesiąc później towarzyszył także Alfredowi Scottowi i Johnowi Blackowi na dalszy ciąg tych samych negocjacji, w których sam także brał czynny udział jako mediator.